# Raul Boesel
Raul Guilherme Boesel De Mesquita (Curitiba, 4 dicembre 1957) è un ex pilota automobilistico brasiliano.
Nel corso della sua carriera, ha corso in varie serie automobilistiche, dalla Formula 1 alla Champ Car. Ha riportato i maggiori successi negli sportprototipi, vincendo il Campionato Mondiale nel 1987 e la 24 Ore di Daytona nel 1988.

## Carriera

### Esordi
Dopo un iniziale approccio con i kart, in cui riesce a imporsi in varie categorie locali, iniziò a correre nelle Stock Cars nel 1978 nello Stato di Parana. Passato al campionato nazionale l'anno successivo, si classificò quarto vincendo il premio di miglior debuttante dell'anno. Nel 1980 decise di trasferirsi in Europa e fece il suo esordio nella Formula Ford britannica, terminando secondo nei campionati RAC e Townsend Thoresen. Passò quindi al campionato britannico di Formula 3 nel 1981, chiudendo al terzo posto con tre vittorie.

### Formula 1
Grazie a una cospicua sponsorizzazione, riuscì a garantirsi un sedile in Formula 1 per il 1982 all'interno del team RAM come secondo di Jochen Mass. Il team schierò delle vetture March 821, ma, nonostante le alte aspettative, la stagione si rivelò estremamente deludente. La monoposto risultava più lenta rispetto a quelle dei rivali e la squadra incappò in diversi problemi nella gestione degli pneumatici, cambiando per ben tre volte il fornitore durante la stagione. Inoltre, la Rothmans, che era lo sponsor principale, ritirò il proprio supporto a stagione in corso per la mancanza di risultati. Boesel ottenne come miglior risultato un ottavo posto in Belgio e chiuse il campionato senza aver conquistato alcun punto.
L'anno successivo passò alla Ligier, ma ancora una volta non ottenne risultati.

### Tra Champ car e sportprototipi
Terminata l'esperienza in Formula 1, senza più offerte per la stagione 1984, tornò in Brasile partecipando al campionato sudamericano di Formula 2, in cui riuscì a vincere una gara.
In seguito corse per un biennio nella CART, dato che nel 1985 venne assunto da Dick Simon nella sua squadra. In questa prima fase ottenne due quinti posti come miglior risultato.

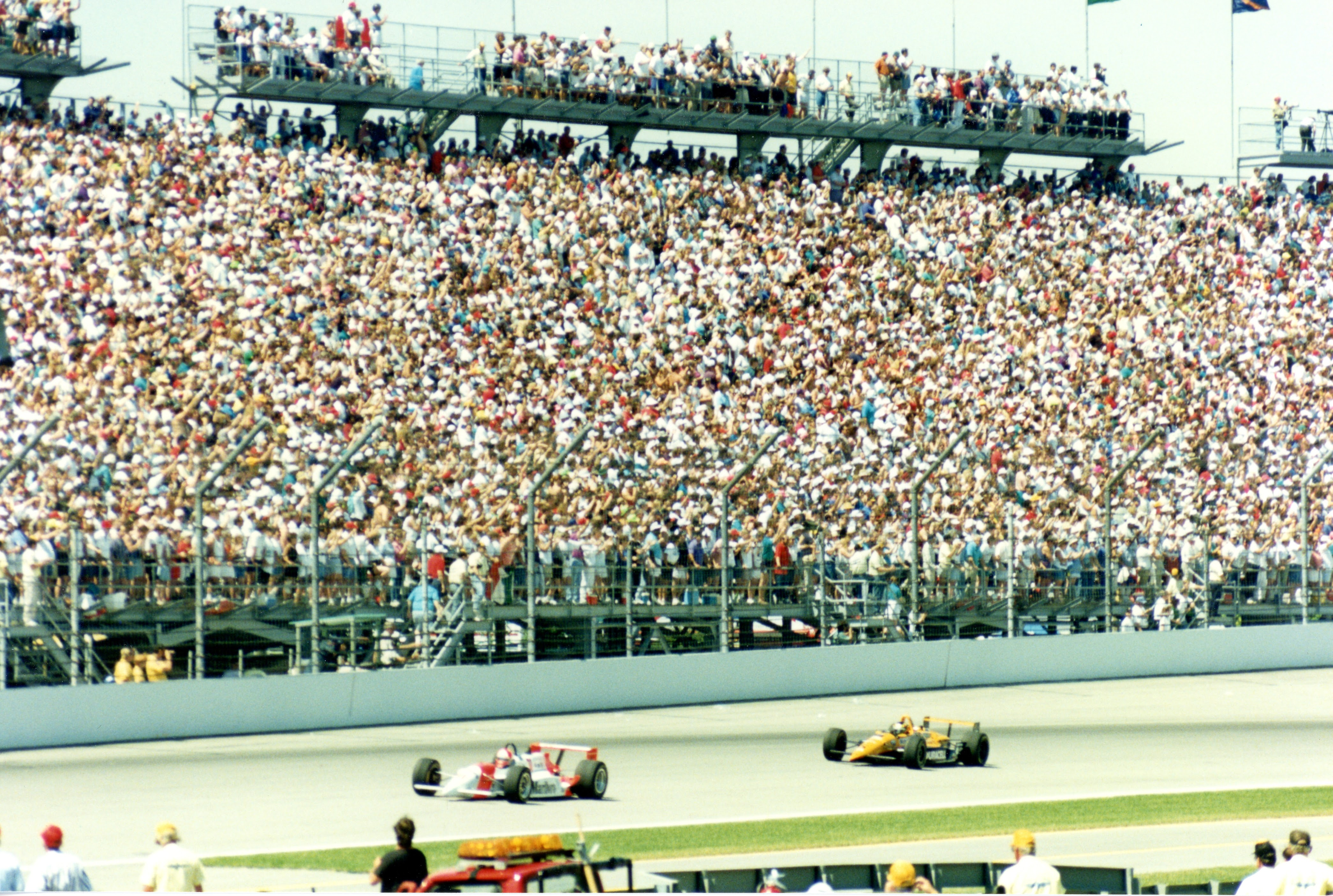
Boesel segue Al Unser Jr. durante la 500 Miglia di Indianapolis 1994

Nel 1987 vinse il titolo piloti del Campionato Mondiale Sportprototipi guidando una Jaguar XJR-8. Nel 1988 conquistò la 24 Ore di Daytona al volante di una Jaguar XJR-9. Nel 1991 giunse secondo nella 24 Ore di Le Mans a bordo di una Jaguar. Contemporaneamente, a partire dal 1988, tornò ad essere una presenza fissa nel campionato CART, in cui corse continuativamente fino al 1997. In quegli anni ottenne tre pole position e diversi podi, ma non riuscì mai a vincere una gara e, come miglior risultato, concluse quinto nel 1993. Nel 1998 passò alla Indy Racing League, in cui militò fino al 2002.
Terminò la carriera da pilota nel 2005. Nel 2007 iniziò quella da disc jockey.
L'Autódromo Internacional de Curitiba è stato intitolato a lui.

## Risultati in Formula 1
| 1982 | Scuderia | Vettura |    |     |   |  |   |     |     |     |     |    |    |     |    |     |    |    |  | Punti | Pos. |
| ---- | -------- | ------- | -- | --- | - |  | - | --- | --- | --- | --- | -- | -- | --- | -- | --- | -- | -- |  | ----- | ---- |
| 1982 | March    | 821     | 15 | Rit | 9 |  | 8 | NPQ | Rit | Rit | Rit | NQ | NQ | Rit | NQ | Rit | NQ | 13 |  | 0     |      |

| 1983 | Scuderia | Vettura |     |   |     |   |     |    |    |     |     |     |    |    |    |    |    |  |  | Punti | Pos. |
| ---- | -------- | ------- | --- | - | --- | - | --- | -- | -- | --- | --- | --- | -- | -- | -- | -- | -- |  |  | ----- | ---- |
| 1983 | Ligier   | JS21    | Rit | 7 | Rit | 9 | Rit | 13 | 10 | Rit | Rit | Rit | NQ | 10 | NQ | 15 | NC |  |  | 0     |      |

| Legenda | 1º posto     | 2º posto | 3º posto    | A punti         | Senza punti/Non class.  | Grassetto – Pole position Corsivo – Giro più veloce |
| Legenda | Squalificato | Ritirato | Non partito | Non qualificato | Solo prove/Terzo pilota | Grassetto – Pole position Corsivo – Giro più veloce |